# Linuparus
Linuparus là một chi trong họ Tôm rồng Palinuridae. 

## Các loài
Có tất cả 32 loài trong chi này L. trigonus là loài đặc biệt đã bị tuyệt chủng
- Linuparus meridionalis Tsoi, Chan & Chu, 2011
- Linuparus somniosus Berry & George, 1972
- Linuparus sordidus Bruce, 1965
- Linuparus trigonus (von Siebold, 1824)

Các loài tuyệt chủng
- Linpuarus adkinsi Rathbun, 1935
- Linpuarus africanus Glaessner, 1932
- Linpuarus bererensis Secretan, 1964
- Linpuarus bigranulatus Glaessner, 1930
- Linpuarus canadensis (Whiteaves, 1885)
- Linpuarus carteri (Reed, 1911)
- Linpuarus dentatus Van Straelen, 1936
- Linpuarus duelmenensis (Geinitz, 1849–50)
- Linpuarus dzheirantuiensis Feldmann et al., 2007
- Linpuarus eocenicus Woods, 1925
- Linpuarus euthymei (Roman & Mazeran 1920)
- Linpuarus grimmeri Stenzel, 1945
- Linpuarus hantscheli Mertin, 1941
- Linpuarus japonicus Nagao, 1931
- Linpuarus kleinfelderi Rathbun, 1931
- Linpuarus korura Feldmann & Bearlin, 1988
- Linpuarus laevicephalus Mertin, 1941
- Linpuarus macellarii Feldmann & Tshudy, 1988
- Linpuarus petkovici Benchmayer & Markovic, 1955
- Linpuarus pustulosus Feldmann et al., 1977
- Linpuarus richardsi Roberts, 1962
- Linpuarus schluteri (Tribolet, 1874)
- Linpuarus scyllariformis (Bell, 1858)
- Linpuarus spinosus Collins & Rasmussen, 1992
- Linpuarus stolleyi (Haas, 1889)
- Linpuarus straili (Forir, 1887)
- Linpuarus tarrantensis Davidson, 1963
- Linpuarus texanus Rathbun, 1935
- Linpuarus vancouverensis (Whiteaves, 1895)
- Linpuarus watkinsi Stenzel, 1945
- Linpuarus wilcoxensis Rathbun, 1935